# Отряд 731

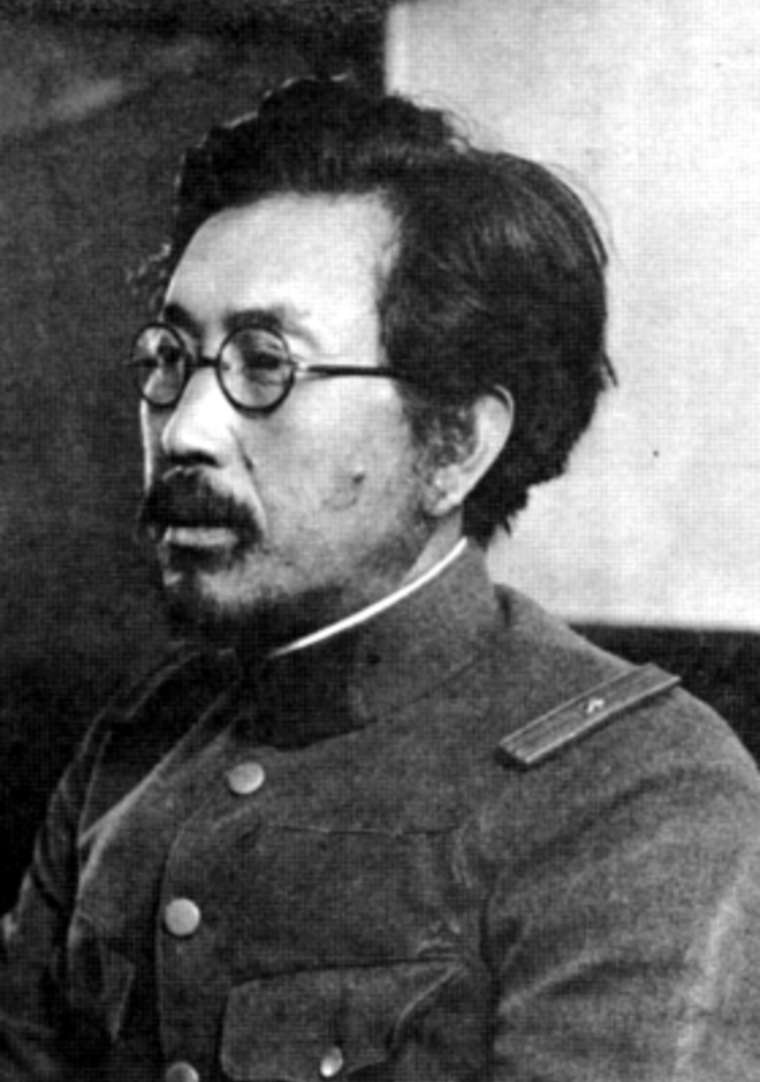
Сиро Исии — командир отряда 731

«Отряд 731» (яп. 731部隊 нанасанъити бутай; кит. трад. 七三一部隊, упр. 七三一部队, пиньинь qīsānyi bùduì, палл. цисаньи будуй) — специальный отряд японских вооружённых сил, занимался исследованиями в области биологического оружия, опыты производились на живых людях (военнопленных, похищенных). В этом отряде также проводились бесчеловечные опыты с целью установления количества времени, которое человек может прожить под воздействием разных факторов (высушивание, лишение пищи, лишение воды, обморожение, воздействие кипятком, электротоком, вивисекция и другое). Нередко жертвы в отряд попадали вместе с членами семьи; также были случаи, когда в отряд забирали (в подопытные) членов семьи жертвы, пытавшихся узнать у японских властей судьбу арестованного родственника.

## Создание
Создан императором Хирохито в 1932 году, имел в составе три тысячи человек и дислоцировался на оккупированной территории Китая в районе посёлка Пинфан провинции Биньцзян, в двадцати километрах южнее Харбина (ныне — район Пинфан города Харбина). Командовал отрядом генерал-лейтенант Сиро Исии (с 1933 по июнь 1942 года), с июля 1942 по февраль 1944 года командовал Масадзи Китано. Согласно данным национального архива Японии, раскрытым в апреле 2018 года, в экспериментах над людьми также участвовали Ясудзи Канэко и Ёсио Синодзука, а также Рёити Найто, впоследствии учредитель фармацевтической корпорации «Зелёный Крест».
Чтобы подготовить площадку для секретного комплекса, были сожжены 300 китайских крестьянских домов. Отряд располагал собственным авиационным подразделением. Под кодовым названием «Отряд 731» в документах Императорской армии фигурировало так называемое «Главное управление по водоснабжению и профилактике частей Квантунской армии».

## Деятельность

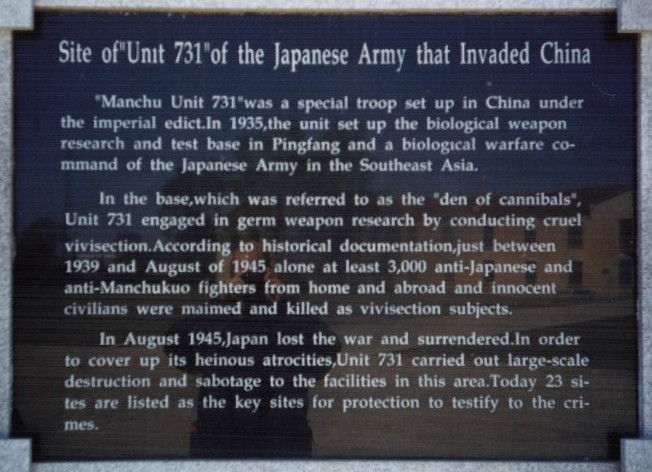
Мемориальная плита в районе посёлка Пинфан

По показаниям на суде в Хабаровске командующего Квантунской армией генерала Отодзо Ямады, «Отряд 731» был организован в целях подготовки бактериологической войны, главным образом против Советского Союза, а также против Монгольской Народной Республики, Китая и других государств. Судебным следствием было также доказано, что в «Отряде 731» на живых людях, которых японцы между собой называли «брёвнами», на подопытных (китайцах, русских, монголах, корейцах, схваченных жандармерией или спецслужбами Квантунской армии), проводились и другие, не менее жестокие и мучительные опыты, не имевшие непосредственного отношения к подготовке бактериологической войны.
Некоторые военные врачи отряда получили беспрецедентный опыт, к примеру, вскрытия живого человека. Живое вскрытие состояло в том, что у подопытных под наркозом или под местной анестезией постепенно извлекали все жизненно важные органы, один за другим, начиная с брюшины и грудной клетки и заканчивая головным мозгом. Ещё живые органы, называемые «препаратами», уходили на дальнейшие исследования в разные отделы отряда.
Изучались пределы выносливости человеческого организма в определённых условиях — например, на больших высотах или при низкой температуре. Для этого людей помещали в барокамеры, фиксируя на киноплёнку агонию, обмораживали конечности и наблюдали наступление гангрены. Если заключённый, несмотря на заражение его смертоносными бактериями, выздоравливал, то это не спасало его от повторных опытов, которые продолжались до тех пор, пока не наступала смерть. Во всяком случае, живым из этой фабрики смерти никто никогда не выходил.
Аналогичной деятельностью применительно к домашним животным и сельскохозяйственным культурам занимался и «Отряд 100». Также на «Отряд 100» возлагались задачи по производству бактериологического оружия и проведению диверсионных мероприятий. Основная база «отряда 100» находилась в 10 километрах южнее Синьцзина в местечке Мэнцзятунь. «Отряд 100» был несколько меньше «Отряда 731», штат его сотрудников насчитывал 800 человек.
В распоряжении отряда была авиация, и бактериологическому нападению со стороны японцев было подвергнуто 11 уездных городов Китая: четыре в провинции Чжэцзян, по два в провинциях Хэбэй и Хэнань и по одному в провинциях Шаньси, Хунань и Шаньдун. В 1952 году официальные коммунистические китайские историки исчисляли количество жертв от искусственно вызванной чумы с 1940 по 1944 год приблизительно в 700 человек. Таким образом, оно оказалось меньше количества загубленных пленников.
Деятельность «Отряда 731» расследовалась в ходе «Хабаровского процесса», который завершился осуждением ряда военнослужащих Квантунской армии, причастных к его созданию и работе, к различным срокам лишения свободы.
Позднее многие сотрудники этого отряда получили учёные степени и общественное признание, например Масадзи Китано. Многие посещали США, например глава отряда Исии, где передавали знания, приобретённые в отряде. Американские власти не призвали этих преступников к ответу, потому что, как указывается в книге Моримуры, информация о японских экспериментах в области бактериологического оружия представляла большую ценность для американской программы по его разработке. Многие из врачей впоследствии (после войны) стали успешными, известными врачами в мирной жизни; некоторые из них основали свои клиники и роддомa.

## Структура отряда
1-й отдел
- группа Касахары — исследование вирусов;
- группа Танаки — исследование насекомых;
- группа Ёсимуры (награждён Орденом Восходящего солнца в 1978 году за новаторскую деятельность в науке) — исследование обморожения (в том числе маленьких детей), опыты с ядовитыми газами (в сотрудничестве с «отрядом 516 Химического управления Квантунской армии»);
- группа Такахаси — исследование чумы;
- группа Эдзимы (позже группа Акисады) — исследование дизентерии;
- группа Ооты — исследование сибирской язвы;
- группа Минато — исследование холеры;
- группа Окамото — исследование патогенеза;
- группа Исикавы — исследование патогенеза;
- группа Утими — исследование сыворотки крови;
- группа Танабэ — исследование тифа;
- группа Футаки — исследование туберкулёза;
- группа Кусами — фармакологические исследования;
- группа Ногути — исследование риккетсий;
- группа Ариты — рентгеновская съёмка;
- группа Уты — исследование ожогов.

2-й отдел
- группа Ягисавы — исследование растений;
- группа Якэнари — производство бомб с БО.

3-й отдел
- группа Карасавы — производство бактерий;
- группа Асахины — исследование сыпного тифа и производство вакцины.

Смерти подопытных контролировались специальной группой. Имелась печь для сжигания трупов, виварий, в котором содержались кролики, морские свинки, крысы, блохи, а также биофабрика по производству бактерий.

## Жертвы

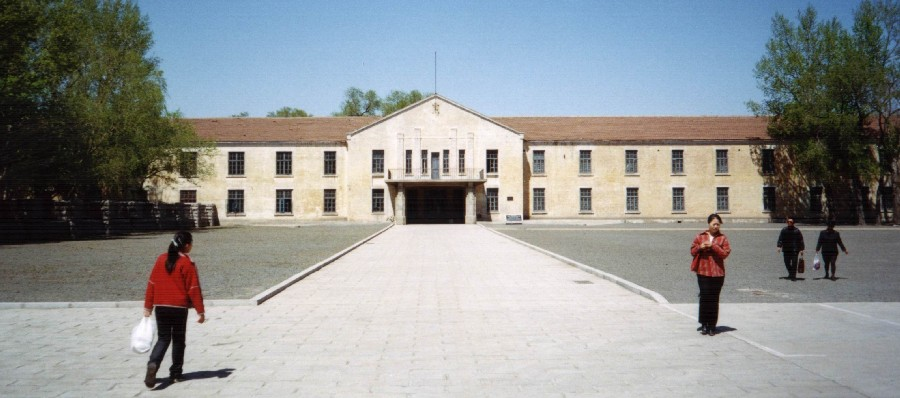
Одно из зданий открыто для посетителей

По воспоминаниям сотрудников «Отряда 731», всего за время его существования в стенах лабораторий погибло около 3000 человек. По данным историка Шелдона Харриса, число погибших достигает 10 000—12 000 человек. Газета The Guardian приводит оценку числа убитых в размере 14 000 человек за период с 1936 по 1945 год.
По единогласному признанию бывших служащих отряда, национальный состав заключённых был следующим: почти 70 процентов — китайцы, 30 процентов — русские (к которым причислялись все выходцы из России и СССР), немного корейцев и монголов.
Возраст в большинстве — от 20 до 30 лет, максимум 40 лет.
Известны имена лишь нескольких из тысяч людей, убитых в «Отряде 731»:
- железнодорожник из Муданьцзяна Сунь Чаошань,
- плотник У Дяньсин,
- слесарь Чжу Чжиминь,
- китаец из Мукдена Ван Ин,
- служащий торговой фирмы в Дальнем Чжун Миньцы,
- член Коммунистической партии Китая, уроженец провинции Шаньдун, Цю Дэсы,
- боец Красной армии Демченко,
- русская женщина Мария Иванова 35 лет и её четырёхлетняя дочь (убиты 12 июня 1945 года в ходе эксперимента в газовой камере)[16].

С 1940 по 1944 гг. японцы около 11 раз применили биологические средства поражения против китайских войск и населения.

## В культуре и искусстве
- Об «Отряде 731» рассказывается в повести польского писателя Игоря Неверли «Лесное море» (1960);
- О борьбе советской разведки против «Отряда 731» рассказывается в документальной повести «Под чужим небом» (Стенькин В. С. «Под чужим небом». Улан-Удэ: Бурятское книжное издательство, 1976);
- Художественный фильм «Через Гоби и Хинган» (1981), СССР-МНР;
- Художественный фильм «Топор. 1945. Июль» (2025);
- Документальный роман «Кухня дьявола» (1983), Сэйити Моримура;
- Против Отряда 731 действовала советская разведчица Маша (в составе разведгрупп; актриса Елена Дробышева) в совместном (СССР и Северная Корея) фильме «Утомлённое солнце» (1987—1988, он же «С весны до лета», «От весны к лету»);
- Художественный фильм «Человек за солнцем» (1988), Гонконг, Китай;
- Документальный фильм «Конвейер смерти» (2004), Россия[18];
- Значительная часть романа Ричарда Флэнагана «Узкая дорога на дальний север» (2013) посвящена описаниям жестокостей, которые творили медики из «Отряда 731»;
- Документально-художественный фильм «Философия ножа» (2008). Россия, США[19];
- Многосерийный фильм «По ту сторону смерти» (2018, 4—8 серии), Россия;
- Песня «Unit 731» трэш-метал группы Slayer посвящена этому отряду;
- Действиям «Отряда 731» посвящена песня «731» металкор группы Borders, вышедшая в 2019 году в составе альбома «Purify»;
- «Кухня Д`ябла (731-шы)» — название песни дэт-метал группы Grosad, написанной по мотивам романа Сэйити Моримуры;
- В сериях «Нисэй» и «731» (9—10 серии 3 сезона) сериала «Секретные материалы» главные герои расследуют эксперименты бывших учёных Отряда 731 по созданию гибридов инопланетян и людей;
- Документальный фильм «Отряд Исии или чревоугодие дьявола», автор Сурен Цормудян[20];
- Документальный фильм «Отряд 731»: как японские военные ставили опыты на живых людях[21];
- Песня «Японская сказка» российской пост-панк группы «Свидетельство о смерти» посвящена этому отряду.